# Bohol
Bohol is een eiland en tevens provincie in de Filipijnen. De provincie vormt samen met de naburige provincies Cebu, Negros Oriental en Siquijor de regio Central Visayas (Regio VII). Bohol ligt, zoals de regionaam al aangeeft midden in de Visayas ten oosten van Cebu en ten zuidwesten van Leyte. Bij de census van 2015 telde de provincie ruim 1,3 miljoen inwoners. Het eiland Bohol is het tiende eiland van het land in grootte en heeft een oppervlakte van 3269 km². De hoofdstad van de provincie is Tagbilaran.
Een belangrijke toeristische trekpleister van de provincie zijn de Chocolate Hills.

## Geschiedenis
De inwoners van Bohol stammen waarschijnlijk af van de laatste groep mensen die zich in de prehistorie vestigden in de Filipijnen. Deze groep wordt ook wel aangeduid als pintados (getatoeëerden)
. Bij opgravingen in Mansana, Tagbilaran, Dauis en Panglao zijn voorwerpen gevonden gevonden die erop wijzen dat de inwoners van Bohol al voor de komst van de Spanjaarden contact hebben gehad met andere beschavingen. Zo werden onder andere motieven die gebruikt werden tijdens de Ming Dynastie (960-1279) gevonden. Ook werd ontdekt dat deze oorspronkelijk inwoners van Bohol het schrift al kenden. Hierbij was het materiaal dat gebruikt werd meestal blad en boomschors.
Bohol is afgeleid van het woord Bo-ho of Bo-ol.

## Mensen en cultuur

### Talen
De belangrijkste taal die in Bohol gesproken wordt is Boholano, een dialect van Cebuano. Daarnaast wordt ook Tagalog en Engels door veel inwoners gesproken.

### Religie
De meerderheid van de bevolking van Bohol is rooms-katholiek. Protestanten en aanhangers van Iglesia ni Cristo vormen een groot deel van het restant. De laatste genoemde kerk wordt ook wel Philippine Independent Church genoemd en is een afsplitsing van de Rooms-Katholieke Kerk. Ze heeft haar oorsprong in deze provincie omdat haar stichter, Gregorio Aglipay, ervandaan komt. Het belangrijkste verschil is dat de Philippine Independent Church de autoriteit van Rome niet erkent. Een ander verschil is dat priesters wel in het huwelijk mogen treden. De structuur en vorm van de twee kerken zijn verder ongeveer gelijk.

## Geografie

### Topografie en landschap

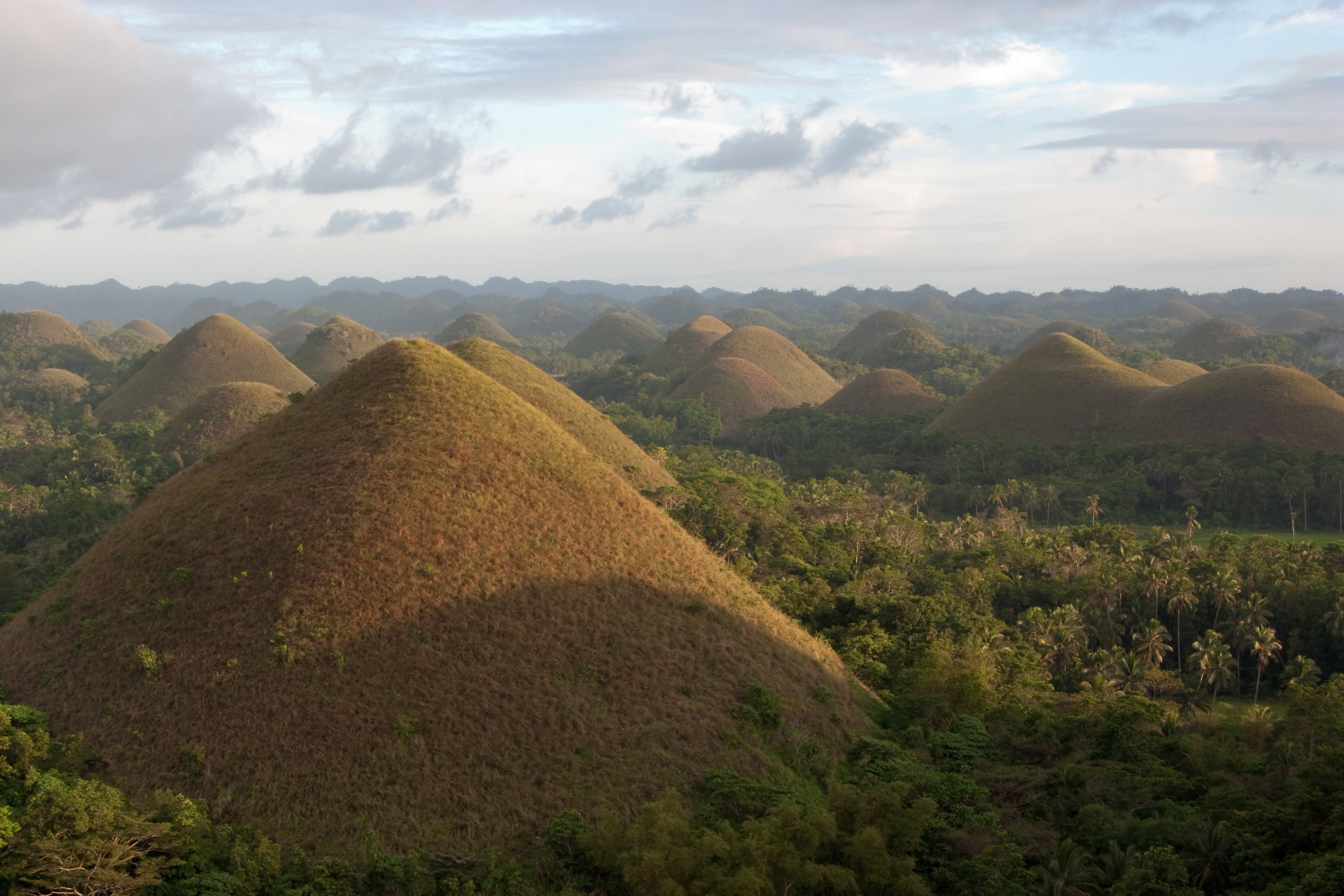
Het binnenland van Bohol met de Chocolate Hills

Bohol behoort tot de eilandengroep Visayas. De provincie wordt aan alle zijden door water omgegeven. In het westen en noordwesten ligt Cebu. In het noordoosten ligt Leyte, in het oosten ligt Siargao en in het zuiden ligt Mindanao met daar nog tussen Camiguin. De provincie Bohol bestaat uit het gelijknamige ovaalvormig eiland Bohol met daaromheen 73 kleinere eilandjes.
Bohol
Het terrein van het eiland Bohol is heuvelachtig tot bergachtig. Op enkele plekken lopen de bergen door tot vlak aan de kust, waar ze steil aflopen naar zeeniveau. Het hoogland in het midden van het eiland is erg geschikt voor bosbouw en akkerbouw. Het laagland in het midden en noorden is vruchtbare grond en heeft veel water in de buurt. Op het eiland zijn meer dan 100 grotten te vinden. De grootste grotten liggen in het oosten. De grootste natuurlijke bezienswaardigheid van de provincie zijn echter de Chocolate Hills. Deze kleine heuvels rond Carmen kleuren in de zomer chocoladebruin en zijn kalkstenen overblijfselen van koraalriffen uit de tijd dat het eiland onder water lag tijdens een ijstijd.
Panglao
Het eiland Panglao is relatief vlak met een tweetal heuvels. Net als op Bohol zijn er diverse grotten te vinden. Daarnaast staat het eiland vooral bekend om de mooie stranden. De meest bekende daarvan is ongetwijfeld Alona Beach aan de zuidkant van het eiland.
Lapunig
Het eiland Lapunig ligt ten noordoosten van Bohol in de gemeente Pres. Carlos P. Garcia. Het eiland is vlak met heuvels in het midden tot een hoogte van 100 meter.

### Bestuurlijk indeling

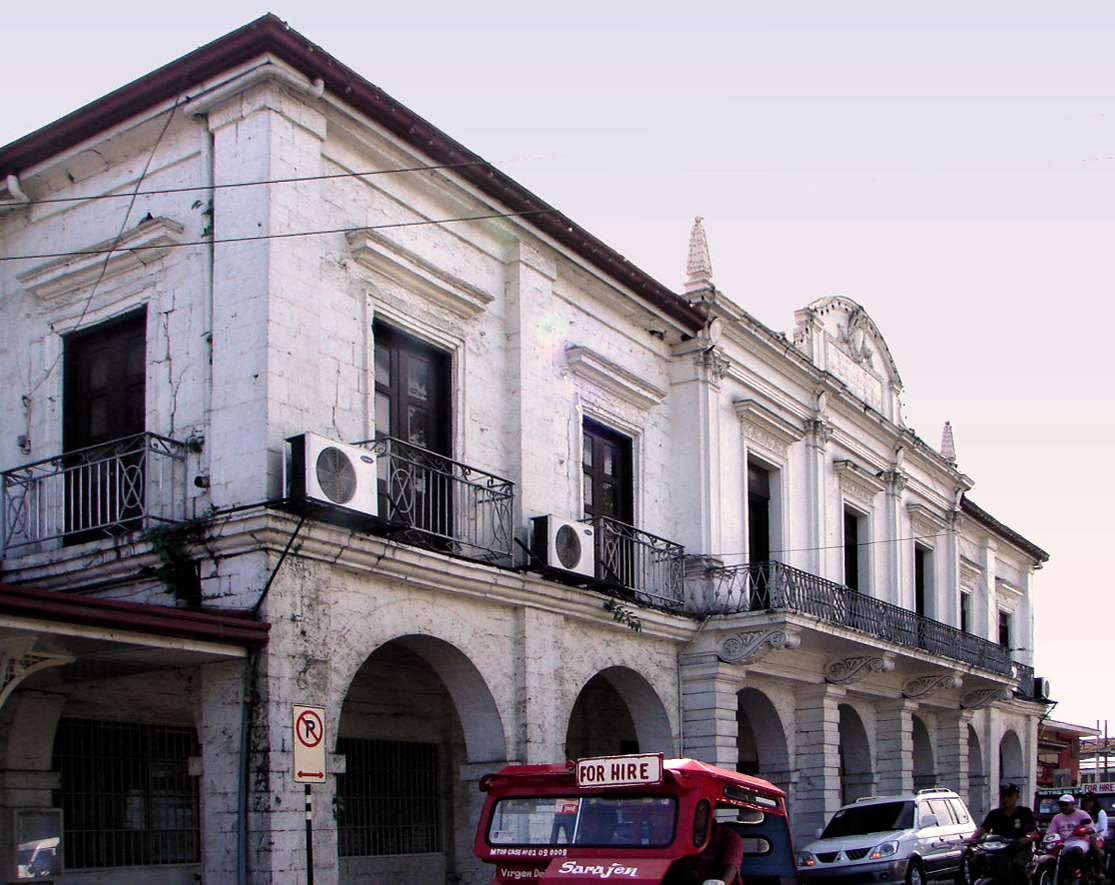
Bohol Capitol in Tagbilaran

De provincie Bohol is onderverdeeld in 1 stad en 47 gemeenten.

#### Stad
- Tagbilaran City

#### Gemeenten
| - Alburquerque - Alicia - Anda - Antequera - Baclayon - Balilihan - Batuan - Bien Unido - Bilar - Buenavista - Calape - Candijay | - Carmen - Catigbian - Clarin - Corella - Cortes - Dagohoy - Danao - Dauis - Dimiao - Duero - Garcia Hernandez - Getafe | - Guindulman - Inabanga - Jagna - Lila - Loay - Loboc - Loon (Bohol) - Mabini - Maribojoc - Panglao - Pilar - Pres. Carlos P. Garcia | - Sagbayan - San Isidro - San Miguel - Sevilla - Sierra Bullones - Sikatuna - Talibon - Trinidad - Tubigon - Ubay - Valencia |

### Klimaat
Bohol heeft net als de rest van de Filipijnen een tropisch klimaat. De gemiddelde temperatuur ligt hoog en de luchtvochtigheid is daarnaast ook hoog. Bohol heeft geen duidelijk te onderscheiden droog en nat seizoen. De provincie ligt in het pad dat getroffen kan worden door tyfoons, maar wordt wel enigszins beschermd door de bergen op omliggende eilanden, als Leyte, Samar en Mindanao. Van november tot april heerst de noordoostelijke moesson (amihan). De gemiddelde temperaturen liggen dan iets lager dan de temperaturen tijdens de zuidwestelijke moesson (habagat), die van augustus tot en met oktober de windrichting bepaalt.

#### Temperatuur
De gemiddelde temperatuur over het gehele jaar in de hoofdstad Tagbilaran City is 27 graden Celsius. Het gemiddelde in de zomermaanden slechts iets hoger dan dat in de wintermaanden:
| Tagbilaran City         | jan | feb | mar | apr | mei | jun | jul | aug | sep | okt | nov | dec | jaar |
| ----------------------- | --- | --- | --- | --- | --- | --- | --- | --- | --- | --- | --- | --- | ---- |
| Gemiddelde temp. (°C)   | 26  | 26  | 27  | 28  | 28  | 28  | 28  | 28  | 28  | 28  | 27  | 27  | 27   |
| Gem. maximum temp. (°C) | 29  | 30  | 30  | 31  | 31  | 31  | 31  | 31  | 31  | 31  | 30  | 30  | 31   |
| Gem. minimum temp. (°C) | 23  | 23  | 23  | 24  | 25  | 25  | 25  | 25  | 25  | 25  | 24  | 23  | 24   |
| bron: Weatherbase       |     |     |     |     |     |     |     |     |     |     |     |     |      |

#### Neerslag en luchtvochtigheid

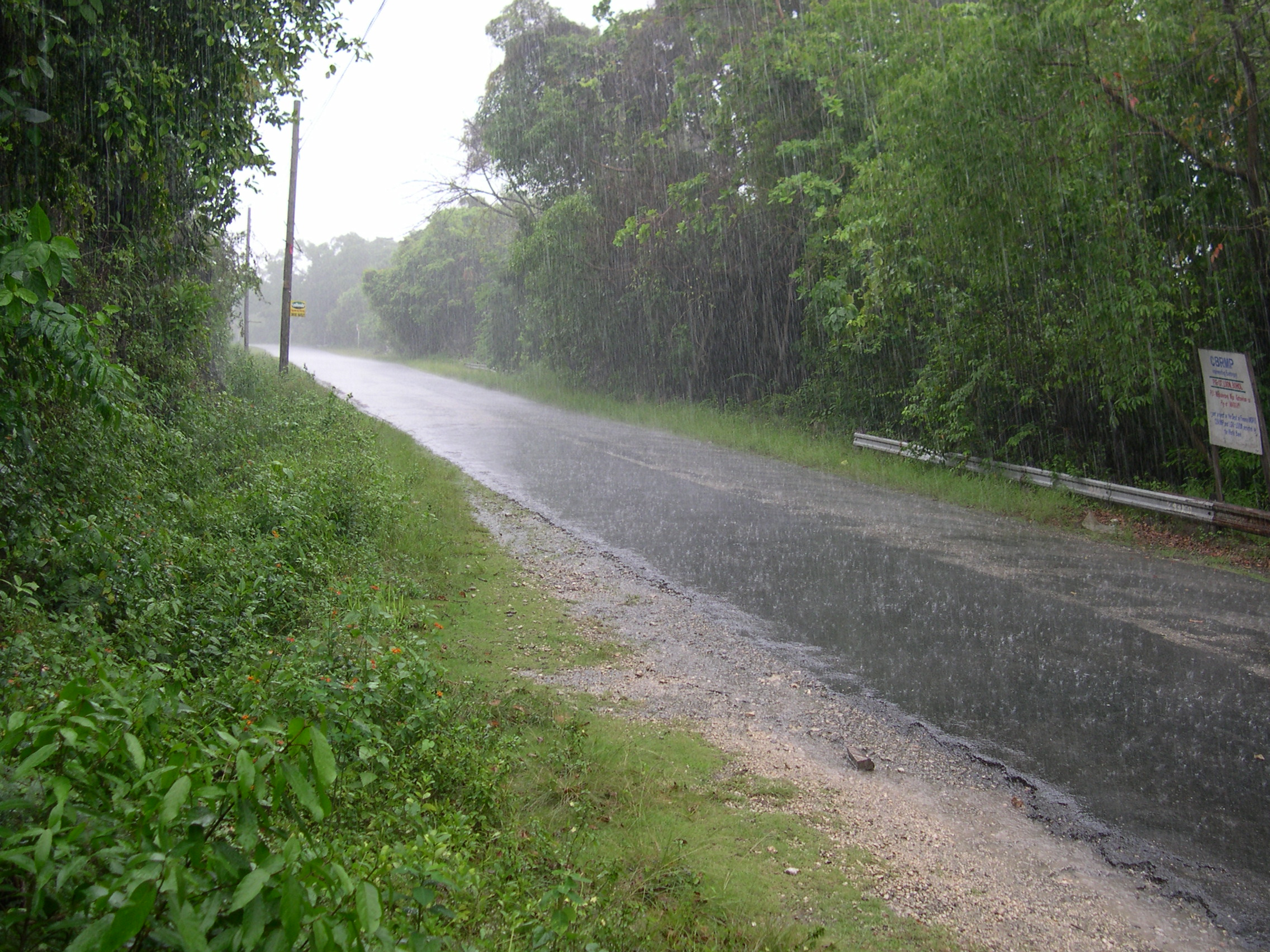
Een tropische regenbui op Bohol

Bohol heeft geen duidelijk te onderscheiden droog of nat seizoen en is daardoor in te delen in neerslagtype IV. De meeste regen in de hoofdstad Tagibilaran valt normaal gesproken in de wintermaanden:
| Tagbilaran City                   | jan | feb | mar | apr | mei | jun | jul | aug | sep | okt | nov | dec | jaar |
| --------------------------------- | --- | --- | --- | --- | --- | --- | --- | --- | --- | --- | --- | --- | ---- |
| Gemiddelde neerslag (cm)          | 12  | 5   | 3   | 6   | 11  | 8   | 13  | 7   | 13  | 13  | 16  | 16  | 143  |
| Gem. luchtvochtigheid ochtend (%) | 92  | 92  | 92  | 91  | 92  | 93  | 92  | 91  | 93  | 93  | 94  | 93  | 92   |
| Gem. luchtvochtigheid avond (%)   | 77  | 76  | 72  | 71  | 72  | 75  | 76  | 73  | 76  | 79  | 81  | 79  | 76   |
| bron: Weatherbase                 |     |     |     |     |     |     |     |     |     |     |     |     |      |

#### Wind en storm
Bohol wordt zo nu en dan getroffen door tyfoons. In de tabel hieronder wordt de gemiddelde windsnelheid en het gemiddeld aantal malen onweer in Tagbilaran City aangeven:
| Tagbilaran City     | jan | feb | mar | apr | mei | jun | jul | aug | sep | okt | nov | dec | jaar |
| ------------------- | --- | --- | --- | --- | --- | --- | --- | --- | --- | --- | --- | --- | ---- |
| Windsnelheid (km/h) | 8   | 8   | 8   | 6   | 8   | 6   | 6   | 8   | 6   | 6   | 6   | 8   | 8    |
| Onweer (x maal)     | 1   | 1   | 1   | 3   | 6   | 8   | 7   | 4   | 8   | 8   | 6   | 1   | 54   |
| bron: Weatherbase   |     |     |     |     |     |     |     |     |     |     |     |     |      |

## Demografie
Bohol had bij de census van 2015 een inwoneraantal van 1.313.560 mensen. Dit waren 58.432 mensen (4,7%) meer dan bij de vorige census van 2010. Ten opzichte van de census van 2000 was het aantal inwoners gegroeid met 174.430 mensen (15,3%). De gemiddelde jaarlijkse groei in die periode kwam daarmee uit op 0,87%, hetgeen lager was dan het landelijk jaarlijks gemiddelde over deze periode (1,72%).

De bevolkingsdichtheid van Bohol was ten tijde van de laatste census, met 1.313.560 inwoners op 4820,95 km², 272,5 mensen per km².

## Economie

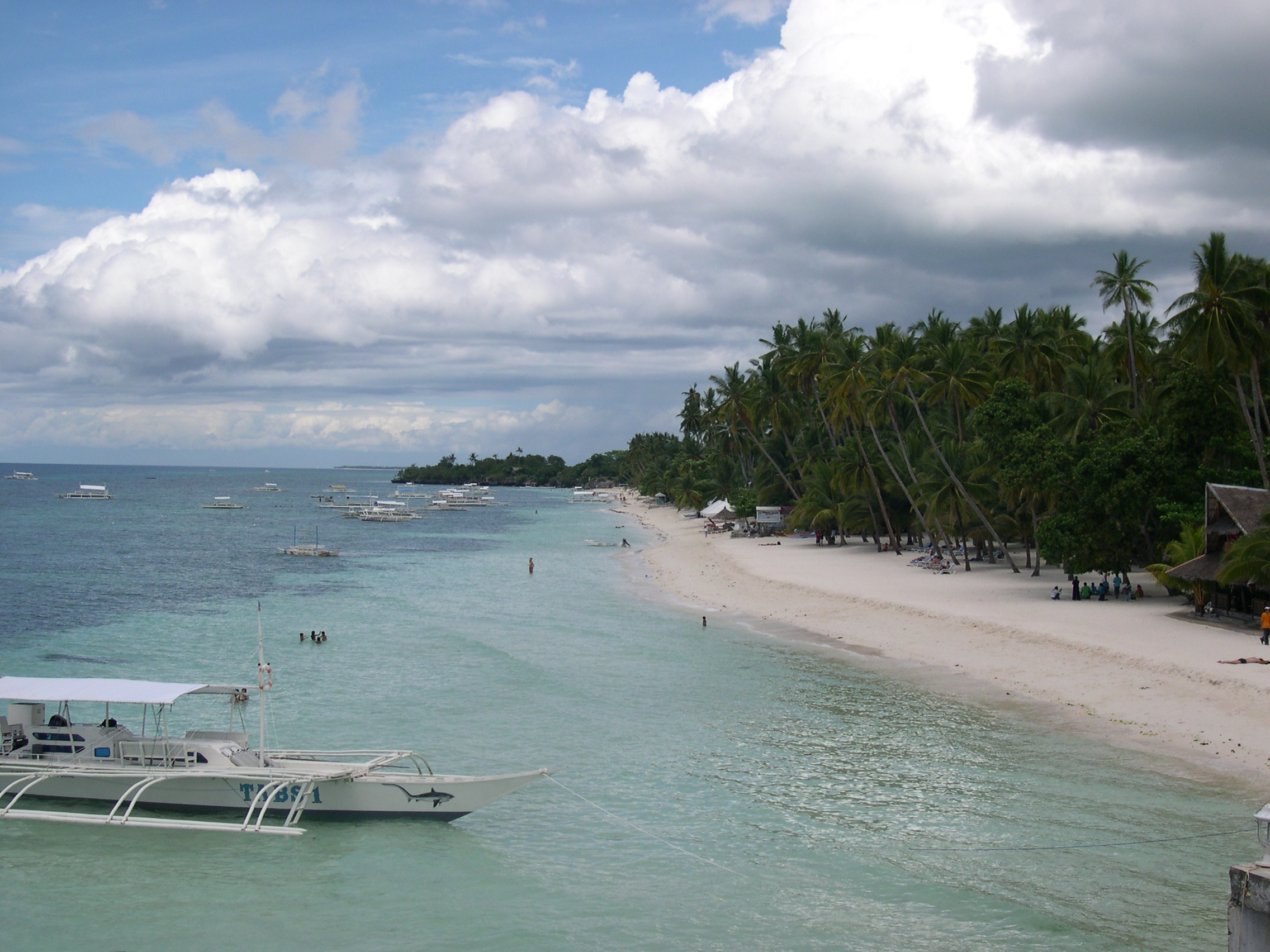
Alona beach op Panglao eiland

Toerisme speelt een steeds belangrijkere rol in de economie van de provincie. Panglao heeft enkele van de meest bezochte en mooiste stranden van de provincie en de Chocolate Hills staan in het rijtje van meeste bezochte plekken van het land. Daarnaast zijn er op Bohol nog veel kerken en andere gebouwen uit de Spaanse koloniale tijd te bezichtigen. Om nog meer toeristen aan te trekken zijn er momenteel plannen om in de gemeente Panglao op het gelijknamige eiland een internationaal vliegveld aan te leggen.
Bohol is een relatief arme provincie. Uit cijfers van het National Statistical Coordination Board (NSCB) uit het jaar 2003 blijkt dat 34,9% onder de armoedegrens leefde. In het jaar 2000 was dit nog 57,7%. Daarmee staat Bohol 52e op de lijst van provincies met de meeste mensen onder de armoedegrens. Van alle 79 provincies staat Bohol 47e op de lijst van provincies met de ergste armoede.

## Zoogdieren
Op Bohol komen de volgende zoogdieren voor:
- Insecteneters:
  - Crocidura beatus
- Huidvliegers:
  - Filipijnse vliegende kat (Cynocephalus volans)

- Vleermuizen:

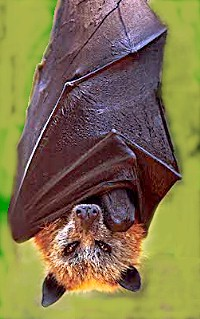
Een Filipijnse vliegende hond

  - Filipijnse vliegende hond (Acerodon jubatus)
  - Cynopterus brachyotis
  - Eonycteris spelaea
  - Haplonycteris fischeri
  - Macroglossus minimus
  - Ptenochirus jagori
  - Kalong (Pteropus vampyrus)
  - Rousettus amplexicaudatus
  - Emballonura alecto
  - Megaderma spasma
  - Hipposideros ater
  - Hipposideros diadema
  - Hipposideros obscurus
  - Hipposideros pygmaeus
  - Rhinolophus rufus
  - Miniopterus australis
  - Miniopterus schreibersi
  - Miniopterus tristis
  - Myotis horsfieldii

- Primaten:

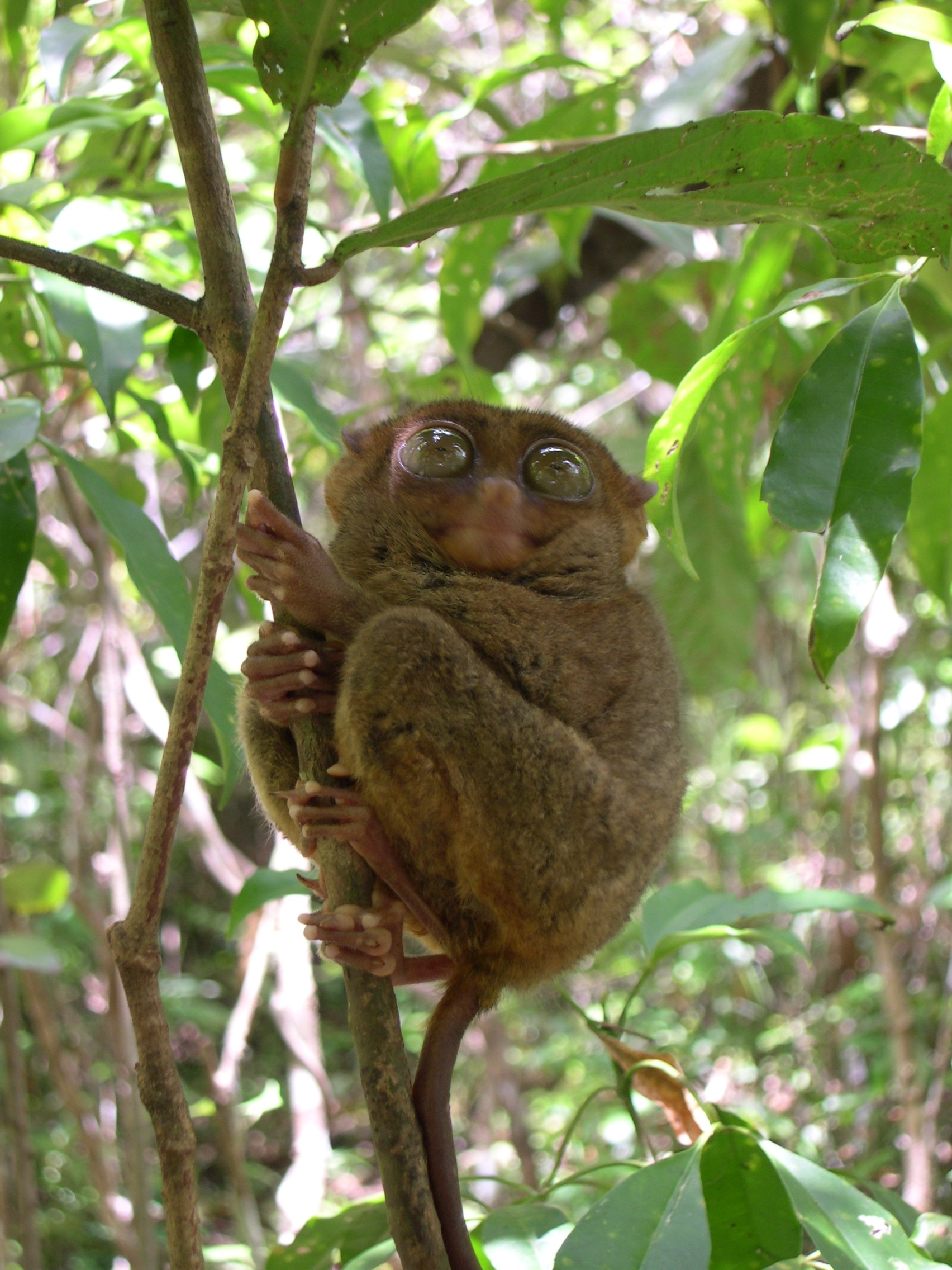
Een Filipijns spookdier bij Corella

  - Filipijns spookdier (Tarsius syrichta)
  - Java-aap (Macaca fascicularis)
- Knaagdieren:
  - Exilisciurus concinnus
  - Sundasciurus philippinensis
  - Apomys littoralis
  - Bullimus bagobus
  - Huismuis (Mus musculus)
  - Rattus everetti
  - Polynesische rat (Rattus exulans)
  - Aziatische zwarte rat (Rattus tanezumi)
- Roofdieren:
  - Viverra tangalunga